# Martin Luther (Unterstaatssekretär)

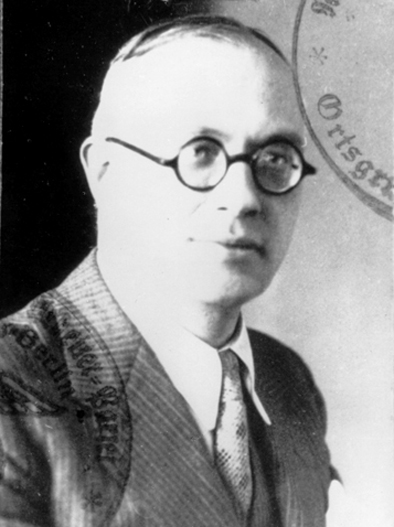
Martin Luther

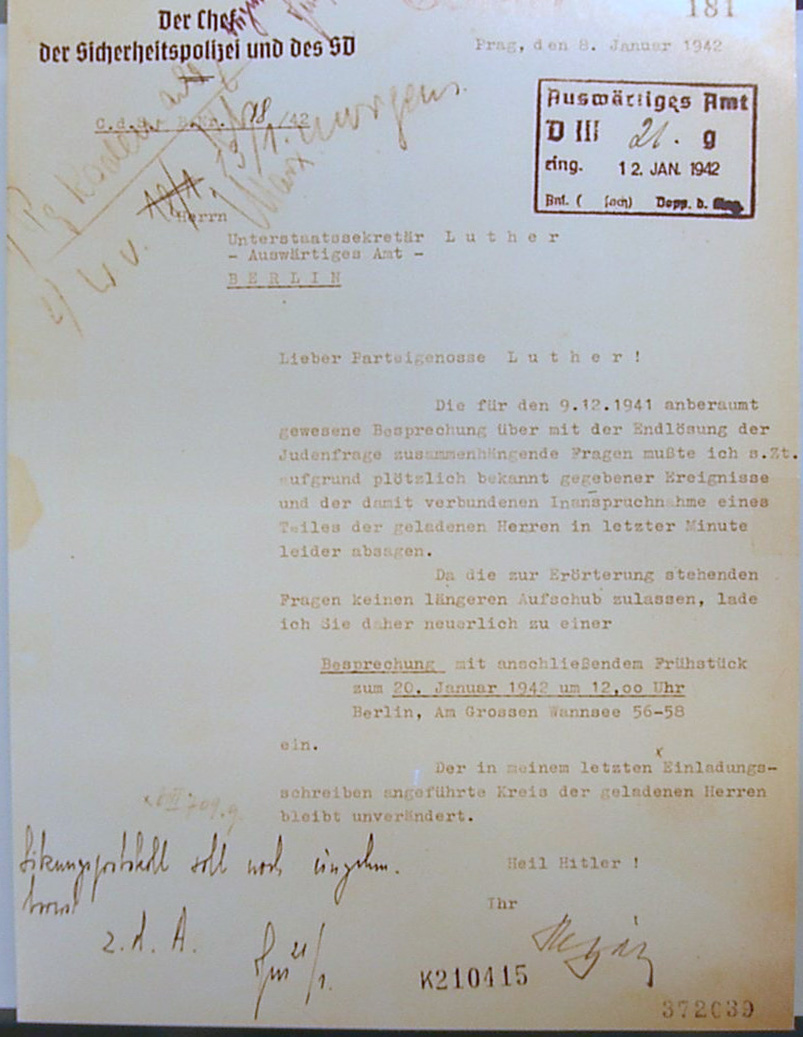
Heydrich lädt am 8. Januar 1942 Unterstaatssekretär Martin Luther für den 20. Januar 1942 ein

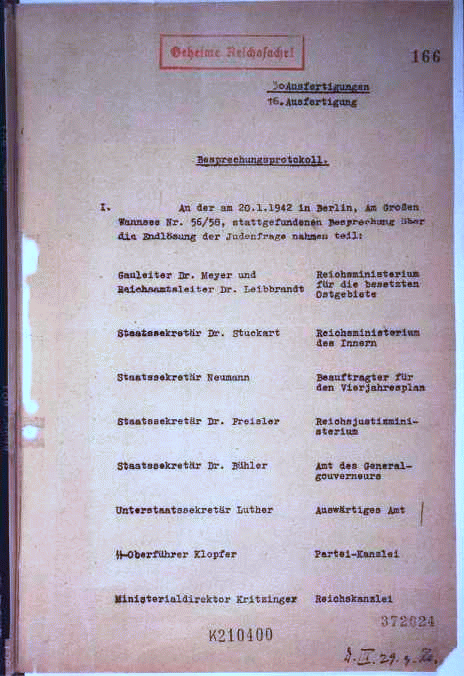
Besprechungsprotokoll der Wannseekonferenz

Martin Franz Julius Luther (* 16. Dezember 1895 in Berlin; † 13. Mai 1945 ebenda) war ein deutscher Beamter und Diplomat. In der Zeit des Nationalsozialismus war er Berater von Joachim von Ribbentrop, zunächst in der Dienststelle Ribbentrop, ab 1938 im Auswärtigen Amt (AA) des Deutschen Reichs. Ab 1941 hatte er die Stellung eines Unterstaatssekretärs.
Als Leiter der Abteilung D (Deutschland) im AA war Luther verantwortlich für die Zusammenarbeit mit dem Reichsführer SS Heinrich Himmler und dem Reichssicherheitshauptamt (RSHA) sowie für das Ressort D III („Judenfrage, Rassenpolitik, Information der Auslandsvertretungen über wichtige innenpolitische Vorgänge“). In intensiver Zusammenarbeit mit dem Eichmannreferat machte Luther die Abteilung D zu einer der beteiligten Behörden der „Endlösung der Judenfrage“. Praktisch bestand der Beitrag des Auswärtigen Amtes zum Holocaust vor allem darin, die Deportationen aus besetzten und befreundeten Ländern diplomatisch vorzubereiten und abzusichern. Auf der Wannsee-Konferenz empfahl Luther, nordische Länder in Anbetracht geringer „Judenzahlen“ und zu erwartender Schwierigkeiten vorerst zurückzustellen und sich auf den Südosten und Westen Europas zu konzentrieren.

## Leben

### Frühe Jahre
In seiner Jugend besuchte Martin Luther ein humanistisches Gymnasium, das er ohne Abitur verließ. 1914 trat er als Kriegsfreiwilliger in die preußische Armee ein, kurz nach dem Ausbruch des Ersten Weltkrieges, an dem er bis 1918 in einer Eisenbahn-Einheit teilnahm. Im letzten Kriegsjahr erreichte er den Rang eines Leutnants. Nach Kriegsende führte er eine Umzugsfirma, die auch Raumausstattungen durchführte. In den 1920er Jahren gelangte er als Spediteur und Entrümpler zu Reichtum.

### Karriere im Nationalsozialismus
Zum 1. März 1932 trat Luther der NSDAP bei (Mitgliedsnummer 1.010.333). Zur selben Zeit begann er sich in der SA von Berlin-Dahlem zu betätigen. In den Jahren 1933/34 fungierte Luther neben seiner Unternehmertätigkeit als Leiter einer Wirtschaftsberatungsstelle in Berlin und wurde 1935 Beiratsmitglied der Finanzverwaltung von Zehlendorf. In dieser Zeit lernte er Joachim von Ribbentrop kennen, der in dieser Berliner Region wohnte und politisch aktiv war. Bei der Kommunalverwaltung des Bezirks Zehlendorf bekam er auf Grund seines Wirkens eine Stelle als unbesoldeter Stadtrat, wechselte aber dann 1936 zur Dienststelle Ribbentrop die ihren Sitz in Berlin-Mitte hatte.
Als Ribbentrop 1936 zum deutschen Botschafter in London ernannt wurde, beauftragte er Luther mit der Durchführung seines Umzugs aus Berlin und ließ ihn die Innenräume der Londoner Botschaft ausstatten. Ab August 1936 baute Luther eine unabhängige Parteiverbindungsstelle zur NSDAP innerhalb des Büros Ribbentrop auf, deren Leitung er jedoch Mitte 1937 schlagartig verlor, weil ein äußerst kritischer Bericht eines Untergebenen an den Sicherheitsdienst bekannt wurde.  Aber nach Ribbentrops Ernennung zum Außenminister im Frühjahr 1938 holte dieser Luther ins Auswärtige Amt. Zielstellungen war auf diesem Weg die Koordination der Auslandskontakte der Partei ins Auswärtige Amt zu holen. Mehrere Entwürfe von Luther über seine zukünftigen Aufgaben lagen im Herbst vor, die mit die Grundlage für seine Ernennung als Leiter des extra eingerichteten Sonderreferats NSDAP im Dezember bildeten. Am 7. Mai 1940 wurde er Leiter der Abteilung D (Deutschland) im Auswärtigen Amt und damit zuständig für den Aufgabenbereich Propaganda im Außenministerium sowie für die Pflege der Kontakte des Ministeriums zu allen Parteigliederungen, insbesondere zur SS und zum SD. Er nutzte seine Stellung, um verstärkt junge, überzeugte Nationalsozialisten ins Auswärtige Amt zu holen. Damit war sein ungezügelter Machthunger, sein persönlicher Ehrgeiz eine zentrale Führungsrolle einzunehmen einen deutlichen Schritt vorangekommen. Der nunmehr von ihm zusammengefügte Arbeitsgegenstand reichte von der persönlichen Betreuung der Immobilienmachenschaften seines Vorgesetzten, dem Außenminister Joachim von Ribbentrop, über die Organisation und Kontrolle der Auslands- sowie Kriegspropaganda, die Zuständigkeiten des Auswärtigen Amtes maßlos ausdehnend, bis hin zur Schützenhilfe bei der „Endlösung der Judenfrage“ an der Seite des Reichssicherheitshauptamtes. Gekennzeichnet war sein Vorgehen dabei von außerordentlicher Selbstherrlichkeit und zunehmender Überschätzung seiner persönlichen Kompetenzen sowie der seines Amtes.
1941 wurde Luther zum Ministerialdirektor mit der Amtsbezeichnung „Unterstaatssekretär“ befördert. Zu seinen Aufgaben in dieser Stellung gehörte es, die von Deutschland abhängigen ausländischen Regierungen zur Auslieferung der sich in ihren Gebieten befindlichen Juden zu nötigen. Damit war er in führender Weise mitverantwortlich für die Organisation der Verfolgung und Ermordung der europäischen Juden während des Zweiten Weltkriegs. 

### Wannseekonferenz
Bereits in Vorbereitung der Wannseekonferenz schrieb Luther in einer Vortragsnotiz vom 4. Dezember 1941: „Die Gelegenheit des Krieges muß benutzt werden, in Europa die Judenfrage endgültig zu beseitigen“. Am 20. Januar 1942 nahm er als Vertreter Ernst von Weizsäckers an der Wannseekonferenz teil und brachte dorthin ein Memorandum mit: Wünsche und Ideen des Auswärtigen Amtes zur vorgeschlagenen Gesamtlösung der Judenfrage in Europa, in dem er für das Auswärtige Amt die Zustimmung zum beabsichtigten (und erfolgten) Massenmord signalisierte.
Doch bereits an zahlreichen Bemühungen Luthers war, sowohl im Vorfeld als auch nachdem die Beschlüsse zur "Endlösung der Judenfrage" gefasst waren, erkennbar, dass ihm sogar eine eigene, besondere Rolle seiner Person in dieser Sache und des Auswärtigen Amtes vorschwebte. Schritte dazu waren bei der Entwicklung eines eigenständigen "Madagaskarplanes" schon nicht aufgegangen. Bei der Konferenz drang er darauf, dass jegliche Schritte im Ausland nur mit Zustimmung des Auswärtigen Amtes erfolgen dürfen. Diese Bestätigung erhielt er postwendend von Heydrich, der sich dann auch bis zu seinem Tod daran hielt.
„In der Sitzung am 20.1.1942 habe ich gefordert, daß alle das Ausland betreffende Fragen vorher mit dem Auswärtigen Amt abgestimmt werden müßten, was Gruppenführer Heydrich zusagte und auch loyal gehalten hat, wie überhaupt die für Judensachen zuständige Dienststelle des Reichssicherheitshauptamtes von Anfang an alle Maßnahmen in reibungsloser Zusammenarbeit mit dem Auswärtigen Amt durchgeführt hat“.
Anfang Februar 1942 trafen dann die Protokolle zur Konferenz im Auswärtigen Amt ein. Auf dieser Grundlage erfolgte dann am 6. März 1942 mit den wichtigsten Akteuren in den Räumen des Eichmannreferat (IV B 4) im RSHA dann die endgültige Bestätigung des gemeinsamen Vorgehens. Dabei wurde auch die Reihenfolge der einzelnen Länder, beginnend mit Frankreich, festgelegt.
Ribbentrop hatte jedoch an mehreren Punkten den Eindruck gewonnen, dass Luther seine Kompetenzen überschritten und beispielsweise im Falle Rumäniens die Position des Auswärtigen Amtes gegenüber der SS nicht hinreichend geschützt habe. Luther rechtfertigte sich am 21. August 1942 in einem ausführlichen Schreiben an Reichsaußenminister Ribbentrop. Er verschwieg, bei „Judenfragen“ in Serbien eigenmächtig gehandelt zu haben, behauptete wahrheitswidrig, Weizsäcker sei von ihm ausführlich über die Wannseekonferenz informiert worden, und verteidigte seine Zusammenarbeit mit der SS: Die Blaupause des Hand-in-Hand Zusammenwirkens zwischen Reichssicherheitshauptamt und der Abteilung Deutschland wurde mit dem Vorgehen bei der Deportation in Frankreich geschaffen. Fast nach gleichem Muster folgten dann Estland, Rumänien, Griechenland, die Slowakei und fast zum Schluss Italien.
Luther trat bei den Judenverfolgungen als „treibende Kraft“ in Erscheinung. So forderte er in einem Brief an Werner von Bargen vom 4. Dezember 1942, in dem er „kein einziges außenpolitisches Argument gebrauchte“, diesen zum „energischen Zugreifen“ gegenüber den belgischen Juden auf, da „eine durchgreifende Säuberung Belgiens von Juden früher oder später auf alle Fälle erfolgen“ müsse. Im November 1942 stieg Luther innerhalb der SA zum SA-Brigadeführer auf.

### Gipfel- und Endpunkt einer Karriere
Im Auswärtigen Amt schuf Luther sich bis August 1942 selbst „eine machtvolle Stellung […], deren Einfluss die traditionellen Befugnisse des Staatssekretärs sukzessive aushöhlte und schließlich übertraf“. Das von ihm mit der Abteilung Deutschland geschaffene Instrument umfasste zu diesem Zeitpunkt 12 Referate und beschäftigte 190 Mitarbeiter. Bei den inhaltlichen Komponenten hingegen standen in keiner Weise die Schwerpunkte der Diplomatie Deutschlands im Mittelpunkt. Im Vertrauen auf die Unterstützung des Chefs des Auslandsnachrichtendienstes der SS, Walter Schellenberg, der wie Luther selbst die Außenpolitik Ribbentrops wegen unzureichender Bemühungen, „Deutschland aus der Sackgasse des Zweifrontenkrieges herauszubringen“, für verfehlt hielt, versuchte Luther auf hinterhältige Art, den Rücktritt Ribbentrops als Außenminister zu erzwingen. Sein Schreiben an Himmler, in dem diverse Anschuldigungen so gebündelt waren, dass Ribbentrop „als geisteskrank und amtsunfähig erscheinen musste“, wurde von Himmlers Adjutanten Karl Wolff „dem Reichsaußenminister persönlich überbracht“. Zugleich lief sein Ansinnen darauf hinaus, selbst dieses Amt einzunehmen. Daraufhin wurde Luther am 10. Februar 1943 verhaftet und vom Chef der Gestapo, SS-Gruppenführer Heinrich Müller persönlich verhört. Anschließend im KZ Sachsenhausen inhaftiert, „erfuhr er als prominenter Häftling eine bevorzugte Behandlung“. Aus einem Schreiben Himmlers an den Chef der Sicherheitspolizei und des SD Ernst Kaltenbrunner vom 5. Juni 1944 geht hervor, dass Hitler persönlich nach einem Brief von Luthers Ehefrau, die um Hafterleichterung bat, und entsprechendem Einsatz Himmlers entschied, dass „Martin Luther im Lauf des Jahres in einem Haus am Rande des Konzentrationslagers wohnen und auch seine Frau dorthin ziehen [dürfe]“. Kurz nach dem Ende des Zweiten Weltkriegs soll er „an den Folgen einer Herzattacke“ am 13. Mai 1945 in einem Berliner Krankenhaus gestorben sein.
Nach Einschätzung der Unabhängigen Historikerkommission – Auswärtiges Amt 2010 fand der „Putsch“ zur Entmachtung Ribbentrops schon in einer Phase „zunehmenden Bedeutungsverlust[s]“ Luthers statt, war auch durch persönliche „Entfremdung“ zu seinem Minister motiviert und verkannte seine Chancen einer „Koalition mit der SS“ gegen Ribbentrop. Für den auf die Geschichte des Auswärtigen Amtes im Nationalsozialismus spezialisierten Historiker Hans-Jürgen Döscher war Schellenberg „Urheber“ des Komplotts gegen Ribbentrop gewesen, mit dem Ziel, nach dessen Erfolg selbst Ribbentrops „Nachfolge als Reichsaußenminister anzutreten“. Zur Erreichung dieses Ziels habe er sich „Luthers bedient“ und ihn fallen gelassen, als das Komplott scheiterte, ohne selbst „decouvriert“ zu werden.
Einzig Luthers Exemplar des Wannsee-Protokolls entging der Aktenvernichtung, da sein Aktenmaterial zur Vorbereitung seines Prozesses in Berlin-Lichterfelde ausgelagert worden war. Durch seinen frühen Tod entging Luther der späteren „strafrechtlichen Verfolgung im Wilhelmstraßen-Prozess“ für seine Mitverantwortung an Judenmorden.